# Novoazovsk
Novoazovsk (ukrajinsky Новоазовськ; rusky Новоазовск) je město v Doněcké oblasti na Ukrajině. Leží u ústí řeky Hruzkyj Jalančyk do Azovského moře a v roce 2013 mělo přes dvanáct tisíc obyvatel.

## Poloha
Novoazovsk leží u ústí řeky Hruzkyj Jalančyk do Azovského moře a na evropské silnici E58, která vede z Vídně do Rostova na Donu. V úseku u Novoazovska je vedena po ukrajinské dálnici M14 a Novoazovsk je na ní vzdálen 42 kilometrů na východ od Mariupolu a sedmdesát kilometrů na západ od Taganrogu v Rusku. Od Doněcka, správního střediska celé oblasti, je Novoazovsk vzdálen 112 kilometrů na jih.

## Historie
Novoazovsk byl založen v roce 1849, ale až do roku 1923 se jmenoval Novomykolajivska (Новомиколаївська) a pak do roku 1959 Budonivka (Будьонівка).
V roce 1938 se tehdejší Budonivka stala sídlem městského typu a v roce 1966 se Novoazovsk stal městem. Od roku 2014 se nachází v části Donbasu kontrolované Doněckou lidovou republikou.